# Dryopteris remotipinnula
Dryopteris remotipinnula är en träjonväxtart som beskrevs av Roland Napoléon Bonaparte. Dryopteris remotipinnula ingår i släktet Dryopteris och familjen Dryopteridaceae. Inga underarter finns listade.